# Grisfesten (musikalbum)
Grisfesten är ett musikalbum från 1993 av punkbandet Charta 77.

## Låtar på albumet
| Nr  | Titel               | Längd | Notering |
| --- | ------------------- | ----- | -------- |
| 1.  | Kungarna Af Stan    | 3.04  |          |
| 2.  | Tiga Är Guld        | 2.50  |          |
| 3.  | Sång Till Dig       | 4.21  |          |
| 4.  | Amercia             | 4.28  |          |
| 5.  | Vår Stad            | 4.20  |          |
| 6.  | Erat Lag            | 2.11  |          |
| 7.  | Dom Chanserna       | 3.30  |          |
| 8.  | Ett Steg Till       | 3.47  |          |
| 9.  | Kungarna Af Stan II | 3.59  |          |
| 10. | Jag                 | 2.55  |          |